# Cres
Cres (latinsko: Crepsa, italijansko: Cherso) je s 405,70 km² največji (tik pred Krkom) in s 66 km drugi najdaljši hrvaški otok (za Hvarom, ki je 2 km daljši). Leži na severu Jadrana v Kvarnerskem zalivu, zahodno od Krka, vzhodno od Istre in severno od Lošinja, s katerim ga pri naselju Osor povezuje krajši most. Upravno središče otoka je mesto Cres, katerega ozemlje obsega večino otoka, manjši (južni) del otoka Cres na pa spada pod mesto Mali Lošinj, ki leži na sosednjem otoku Lošinju, oba pa spadata pa v Primorsko-goransko županijo.

## Geografija
Cres je dolga leta je veljal za drugi največji hrvaški otok po površini, vendar so zadnja merjenja (2006) pokazala, da je nekoliko večji (405,70 km²) od Krka (405,22 km²). Dolžina obale otoka znaša med 248 in 268 km, kar ga uvršča na tretje mesto med jadranskimi otoki za Pagom in Hvarom.
Otok Cres je bil nekoč z ozkim pasom kopnega povezan z Lošinjem, danes sta povezana z manjšim mostom. Na otoku se nahaja sladkovodno Vransko jezero. Najvišji vrhovi sestavljajo gorski greben na severnem delu otoka: Gorice (648 mnm), Sis (638 mnm) in Orlinj (601 mnm).
Otok je povezan s trajektnimi progami Porozina - Brestova (na celino, Istra) ter Merag - Valbiska (na otok Krk).

## Zgodovina
Najstarejše najdene človeške naselbine na otoku Cres segajo v obdobje po 2. ledeni dobi, ko je bila gladina morja za okrog 96 m nižja od današnje. Otok je bil povezan s celinskim delom današnje Hrvaške. S taljenjem ledu (pred približno 25.000 leti) se je morje začelo dvigovati in na ta način je nastala večina hrvaških otokov. Proces dvigovanja morske gladine traja še danes. Prazgodovinske naselbine iz časa okrog 12.000 let pr. n. št. so bile najdene na številnih predelih otoka, ki je bil v preteklosti povezan tudi z otokom Lošinj. Pred približno 2000 leti je bil v kraju Osor urejen prekop, ki je otoka razdvojil.
V antiki se je skupina 36-ih otokov, ki je vključevala Cres (Lošinj) in številne majhne otočke v njuni bližini, imenovala s skupnim imenom Apsyrtides. To ime izhaja iz ene od različic mita o Argonavtih, ki so kralju Eetu iz Kolhide ukradli zlato runo, tatovom pa je z ladjo sledil kraljev sin Apsirt. Ko je po dolgem zasledovanju dohitel Argonavte, ga je Medeja (njegova sestra) prepričala, da se je mirno sestal z Jazonom, vodjo Argonavtov, ta pa ga je zahrbtno ubil. Medeja je Apsirtovo telo razsekala na kosce in jih vrgla v morje. Iz njegovih udov in drugih delov telesa so nastali »Apsirtovi otoki«: Apsyrtides.

## Naselja
Naselja, razvrščena od severa proti jugu otoka (z malimi črkami so označene zapuščene, nenaseljene vasi oz. predeli pastirskih stanov):
Tramuntana (področje pastirskih stanov: Straganac, Konac, Žagnjevići, Frantin, Petrićevi, Ivanje, Rosuja, Niska), Porozina, Filozići, Beli, Sv. Petar, Dragozetići, Predošćica, Vodice, Merag, Vid, Stara Gavza (novo počitniško naselje severozahodno od kraja Cres), Cres, Lovrešćina, Loznati, Batjani, Gabrovice, Pernat, Zbičina, Valun, Lubenice, Mali Podol, Bertulčići, Veli Podol, Orlec, Zbišina, Vrana, Vidovići, Grmov, Hrasta, Padova, Martinšćica, Miholašćica, Stivan, Belej, Gradiška, Pizin, Srem, Plat, Verin, Ustrine, Osor (tu je dvižni most na otok Lošinj), Loze, Grmožaj, Murtovnik, Kalk, Drakovac, Peknji, Punta Križa, Peski.

## Pomembnejša pristanišča, sidrišča in svetilniki
Razvrščena od severa proti jugu otoka:
Porozina, Prstenice (svetilnik), Cres, Valun, Martinšćica, Koromačna, Ustrine, Bijar, Osor, Kaldonta.

## Okoliški otoki
Razvrščeni od severa proti jugu otoka:
- Vzhodna stran otoka: Krk, Plavnik, Kormat 1, Kormat 2 Ćutin Mali, Ćutin Veli, Trstenik.
- Južna/jugovzhodna stran otoka: Oruda, Palacol, Vele Orjule, Male Orjule, Osir veli, Osir mali, Lošinj, Susak, Unije.
- Vzhodna stran otoka: Zeča, Galijola.